# Ачит
Ачи́т — посёлок городского типа в Свердловской области России, административный центр Ачитского района и Ачитского муниципального округа.

## Этимология
Историк и географ В. Н. Татищев в XVIII веке объяснял название из татарского как «голодный пёс».
«Из Татарского языка - (Ач эт), где Ач - голодный, а  Эт - собака, пёс.
Из Марийского языка - (Ача ит), где Ача - отец, родитель, а ит - не, т.е. отрицание. Например: Не родитель, но отец = Отчим.
Красноуфимские марийцы - эта статья хорошо показывает, что посёлок Ачит полностью окружён марийским народом.»

## География
Посёлок расположен на берегах реки Ачит — правого притока Бисерти, в 196 километрах к западу от Екатеринбурга и в 13 километрах от железнодорожной станции Уфимка (на линии Казань — Екатеринбург).
Южнее Ачита проходит автодорога Пермь — Екатеринбург (часть федеральной автомагистрали М12 «Восток»).
Часовой пояс
Ачит, как и вся Свердловская область, находится в часовой зоне МСК+2. Смещение применяемого времени относительно UTC составляет +5:00.

## История
В 1735 году упоминается как крепость Ачитская. После окончания крестьянской войны Ачит превратился в трактовое село, население которого занималось хлебопашеством, извозом, ямщиной. В годы гражданской войны село неоднократно переживало трагедии, связанные с противоборством белого и красного движений.
С февраля 1924 года Ачит стал административным центром сельскохозяйственного района, в котором имелись 3 водяные мельницы и ГЭС. В 1960-е колхозы района были объединены в мясо-молочный совхоз «Ачитский».
В 1968 году Ачит получил статус посёлка городского типа.
15 февраля 2016 в поселке образовано  постоянное судебное присутствие Красноуфимского районного суда.

## Население
| 1959  | 1970  | 1979  | 1989  | 2002  | 2009  | 2010  |
| ----- | ----- | ----- | ----- | ----- | ----- | ----- |
| 4320  | ↗4334 | ↗4607 | ↗5565 | ↘5120 | ↘4762 | ↗4948 |
| 2011  | 2012  | 2013  | 2014  | 2015  | 2016  | 2017  |
| ↗4950 | ↗4989 | ↘4979 | ↘4942 | ↗4971 | ↘4946 | ↘4937 |
| 2018  | 2019  | 2020  | 2021  | 2023  |       |       |
| ↘4901 | ↘4881 | ↘4832 | ↘4642 | ↘4602 |       |       |

Структура
По данным переписи населения 2002 года, национальный состав Ачита следующий: русские — 89,6 %, татары — 5,8 %, марийцы — 1,5 %. По данным переписи 2010 года, в посёлке проживали 2281 мужчина и 2667 женщин.